# Erlinsbach (Argowia)
Erlinsbach – gmina (niem. Einwohnergemeinde) w północnej Szwajcarii, w kantonie Argowia, w okręgu Aarau. 31 grudnia 2014 liczyła 3941 mieszkańców.